# Ángel Parra
Ángel Cereceda Parra (Valparaíso, 27 de junho de 1943 - Paris, 11 de março de 2017) foi um cantor, compositor e escritor chileno.
Filho da compositora Violeta Parra e do ferroviário Juan Cereceda Arenas, participou do movimento da Nueva Canción Chilena, e durante um certo período, sua música situava-se entre a canção de protesto e o folclore do Chile, cantando ocasionalmente com sua irmã Isabel Parra. Também foi um dos primeiros compositores chilenos a abrir-se a outros estilos musicais, como o rock, colaborando com o grupo Los Blops.
Por suas idéias políticas e sua vinculação à Unidade Popular de Salvador Allende, em 1973, logo após o golpe de Estado de Pinochet, ficou detido no Estádio Nacional e no campo de concentração de Chacabuco. Nesse período escreveu "La pasión según San Juan, Oratorio de Navidad" que gravou e publicou na Europa logo após sua libertação.
No exílio, morou no México e na França, dedicando-se a denunciar ao mundo a triste situação de seu país. Nesse período, produziu um LP de guitarra popular chilena La prochaine fois e o último disco gravado com Isabel, em 1981.
A partir de 1989 visitou o Chile por várias vezes para realizar apresentações, continuando porém a morar na França. Na década de 1990 gravou diversos discos, como o que comemorou os 500 anos do descobrimento da América (com letras do escritor galego Ramón Chao, pai do músico Manu Chao), o que comemorando o 50º aniversário da morte de Gabriela Mistral e outro em homenagem a Violeta Parra. No final de 2004 recebeu, com sua irmã Isabel, a distinção de "Figura fundamental da música chilena".
Morreu em 11 de março de 2017, em decorrência de um câncer.